# Katholieke Universiteit van Mechelen

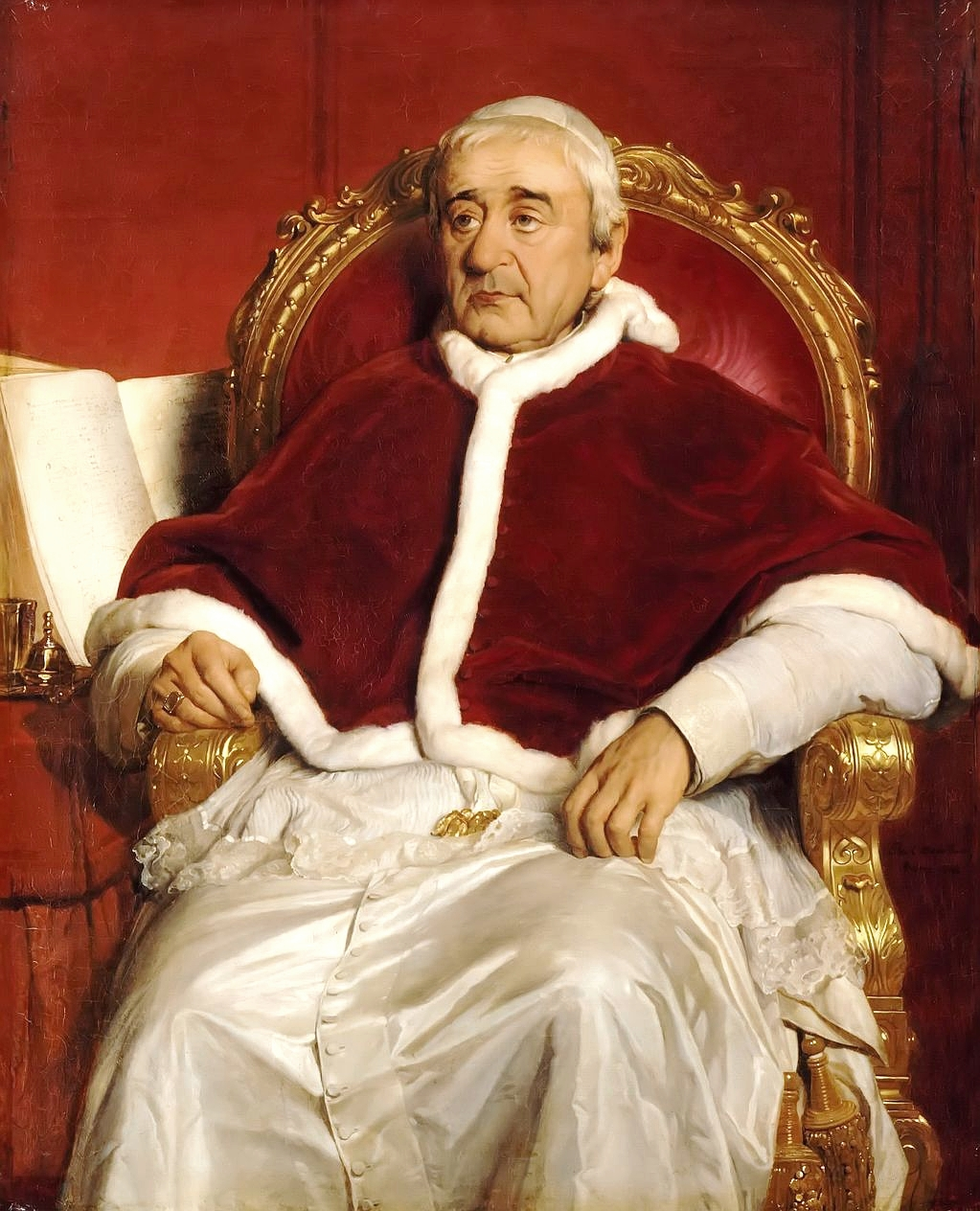
Paus Gregorius XVI, medestichter met de bisschoppen van België door zijn brief gegeven op 13 december 1833 van de Katholieke Universiteit van Mechelen en daarna van Leuven

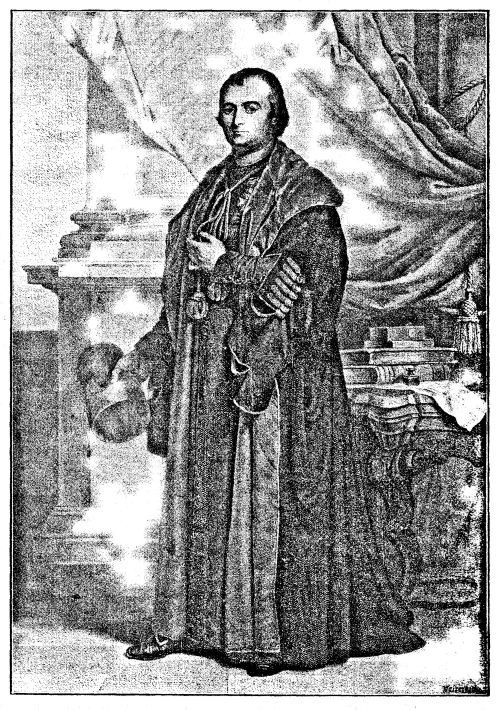
Peter de Ram de eerste rector van de Katholieke Universiteit Mechelen.

De Katholieke Universiteit van Mechelen, officieel Universitas Catholica Belgii (Katholieke Universiteit van België), was in 1834-1835 in Mechelen de eerste fase van de universiteit die één jaar later definitief naar Leuven verhuisde als Katholieke Universiteit Leuven, en in 1969 splitste naar de huidige Nederlandstalige universiteit en de Franstalige Université catholique de Louvain.
Deze Franstalige universiteit werd op 8 november 1834 opgericht door de bisschoppen van België, volgens een brief van Paus Gregorius XVI gegeven op 13 december 1833. De eerste rector was priester Pierre François Xavier de Ram. Op 1 december 1835 gingen de Belgische bisschoppen in op een uitnodiging van het stadsbestuur van Leuven en verhuisde de Katholieke Universiteit naar Leuven, waar net de Rijksuniversiteit Leuven was afgeschaft.

## Het oproer van 1834
De aankondiging van de oprichting van de Katholieke Universiteit van Mechelen door de bisschoppen veroorzaakte ernstig oproer in de steden Gent, Leuven en Luik die vreesden dat het openbaar onderwijs in het gedrang zou komen.
De oprichting van de Université libre de Bruxelles in 1834 door leden van Brusselse vrijmetselaarsloges was een reactie op de stichting in Mechelen.

## Professoren
De universiteit, die zich beperkte tot het doceren van theologie en wijsbegeerte, telde bij de aanvang de volgende professoren:
- Jean Mathieu Thiels, decaan van de faculteit en hoogleraar dogmatiek.
- Jean Baptiste Verkest, hoogleraar moraal.
- Jean Baptiste Annocqué, secretaris van de faculteit, docent prolegomena Heilige Schrift.
- Henri Guillaume Wouters, hoogleraar kerkgeschiedenis.
- Pierre François Xavier de Ram, rector, docent kerkelijk recht.
- graaf Charles de Coux (1787-1864), voormalig medewerker van Lamennais, hoogleraar staathuishoudkunde.

De Ram zorgde ook voor een cursus in het Nederlands, gewijd aan Nederlandse literatuur.

## Studenten
- De cursussen in de faculteit theologie werden gevolgd door negentien studenten, afkomstig uit de zes Belgische bisdommen.
- Het Filosofisch college telde een zestigtal studenten: veertig internen en twintig externen.

## Lokalen
De cursussen werden gegeven in het voormalig aartsbisschoppelijk paleis.